# Platysalenia
Platysalenia is een geslacht van uitgestorven zee-egels uit de familie Saleniidae.

## Verspreiding en leefgebied
Dit geslacht wordt gevonden in het Krijt, (Laat-Albien) van Engeland.